# Глизе 649
Глизе 649 (GJ 649) — одиночная звезда в созвездии Геркулеса на расстоянии приблизительно 34 световых лет (около 10,4 парсек) от Солнца. Видимая звёздная величина звезды — +9,837m.
Вокруг звезды обращается, как минимум, две планеты.

## Характеристики
Глизе 649 — красный карлик спектрального класса M1V, или M1,5, или M2V, или M2. Масса — около 0,438 солнечной, радиус — около 0,466 солнечного. Эффективная температура — около 3599 K.

## Планетная система
За системой Глизе 649 астрономы следили с 1999 года, используя обсерваторию Кека. В 2009 году учёные объявили об открытии планеты GJ 649 b, имеющей массу, равную 32% массы Юпитера. Она обращается на расстоянии около одной астрономической единицы от родительской звезды, совершая полный оборот за 598 суток. Открытие было совершено методом доплеровской спектроскопии.
В 2013 году группой астрономов было объявлено об открытии планеты GJ 649 c.
В 2019 году учёными, анализирующими данные проектов HIPPARCOS и Gaia, у звезды обнаружена планета HIP 83043 d.